# Пингвин Гумбольдта
Пингвин Гумбольдта, или гумбольдтов пингвин, или перуанский пингвин (лат. Spheniscus humboldti) — нелетающая птица из рода очковых пингвинов.

## История
Впервые «перуанский пингвин» упомянут конкистадором Педро Писарро, который видел такого в долине Чинча.

## Общая характеристика
Пингвин Гумбольдта имеет чёрные спину и голову, на белом животе — чёрное широкое кольцо. По бокам головы через лоб и горло проходят узкие белые кольца, «очки». Клюв чёрный с красным основанием, ноги чёрные. Если корма достаточно, родители выкармливают обоих птенцов.
Птенцы покидают колонию в возрасте 14 недель, но родители могут их кормить ещё несколько недель. После завершения сезона размножения взрослые птицы проводят в море некоторое время, накапливая жировые запасы перед линькой оперения. Линька продолжается 2—3 недели, в течение которых птицы не питаются, находясь на берегу. На суше у взрослых пингвинов нет естественных хищников, в море на них охотятся морские львы, морские леопарды и косатки. В колониях яйца и маленьких птенцов похищают поморники, чайки и каракары.

## Распространение
Пингвин Гумбольдта гнездится на каменистых побережьях Чили и Перу от 8° до 34° ю. ш., там где проходит холодное Перуанское течение, поэтому известно ещё одно название — перуанский пингвин. Численность гумбольдтова пингвина постоянно уменьшается. Свою роль в сокращении численности этих птиц сыграли изменения в системе океанических течений Тихого океана.
По состоянию на 2020 год, их мировая популяция насчитывает 23,800 особей, из которых 10,200 гнездится в Чили, а 13,600— в Перу (одним из центров гнездования пингвинов Гумбольдта является Маркона). Оценка тенденции в изменении численности пингвинов Гумбольдта на данный момент затруднена из-за ранних крупных недооценок размеров популяций, однако принято считать, что на данный момент количество особей в мире сокращается. 

## Галерея фотографий
- Пингвин Гумбольдта под водой
- Плывущий пингвин Гумбольдта в Дублинском зоопарке
- Пара пингвинов Гумбольдта
- Яйцо Spheniscus humboldti (Тулузский музей)